# Holme St Cuthbert
Holme St Cuthbert – wieś i civil parish w Anglii, w Kumbrii, w dystrykcie (unitary authority) Cumberland. Leży 31 km na zachód od miasta Carlisle i 427 km na północny zachód od Londynu. W 2001 miejscowość liczyła 421 mieszkańców.